# Xã Grant, Quận DeKalb, Missouri
Xã Grant (tiếng Anh: Grant Township) là một xã thuộc quận DeKalb, tiểu bang Missouri, Hoa Kỳ. Năm 2010, dân số của xã này là 321 người.